# Publius Claudius Pulcher (consul en -184)
Pour les articles homonymes, voir Claudius Pulcher.
Publius Claudius Pulcher est un homme politique romain du IIe siècle av. J.-C.
Membre de la gens Claudia, il est le fils du consul Appius Claudius Pulcher ; il a deux frères : Appius Claudius Pulcher et Caius Claudius Pulcher.
Sa carrière politique commence en 189 av. J.-C., date à laquelle il devient édile curule. L'année suivante, en 188 av. J.-C., il est préteur puis succède à son frère aîné Appius Claudius Pulcher au consulat en 184 av. J.-C., avec comme collègue Lucius Porcius Licinus.
Par la suite, en 181 av. J.-C., il est envoyé en Étrurie avec deux autres commissaires, Gaius Calpurnius Piso et Gaius Terentius Istra, en tant que triumvirs pour la gestion des colonies (tresviri coloniae deducendae) ; ils y fondent la colonie romaine de Graviscae, entre Cosa et Castrum Novum (Giulianova),. 
La date de sa mort n'est pas connue.